# Йоган Хрістіан Даніель фон Шребер
Йоган Хрістіан Даніель фон Шребер (нім. Johann Christian Daniel von Schreber) (17 січня 1739 — 10 грудня 1810) — німецький натураліст.

## Біографія
Він був призначений професором в Університет Ерлангена—Нюрнберга в 1769 році. У 1774 році він почав писати багатотомник нім. Die Säugetiere in Abbildungen nach der Natur mit Beschreibungen, присвячений ссавцям світу. Багатьом з включених тварин дали наукові назви вперше, після біноміальної системи Карла Лінея. З 1791 до своєї смерті в 1810 році, він був президентом Леопольдини. Шребер був обраний членом Шведської королівської академії наук у 1787 році. У квітні 1795 він був обраний членом Королівського товариства.

## Описані види

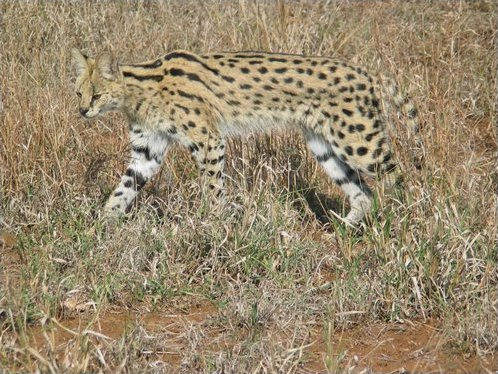
Сервал
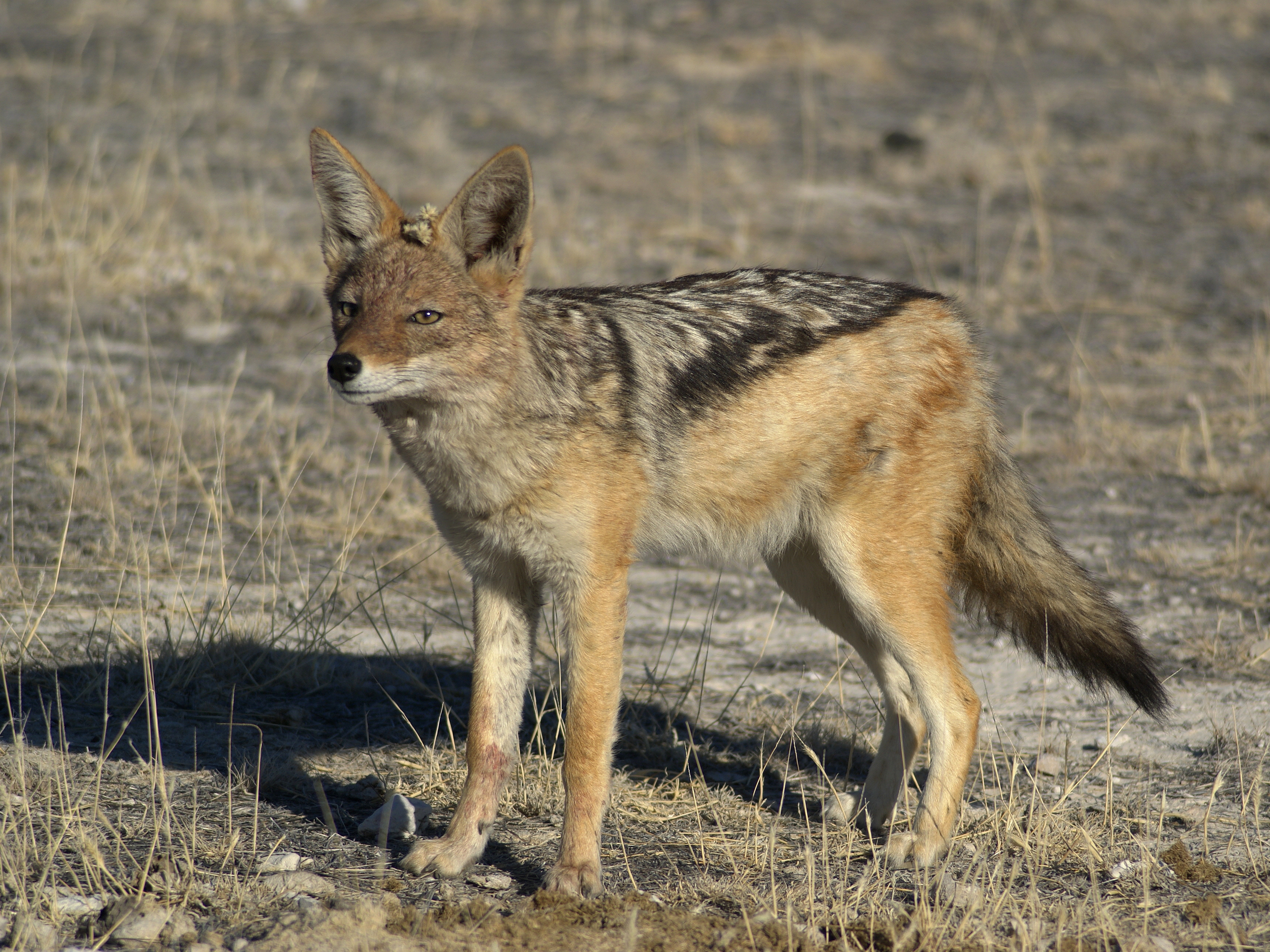
Шакал чепрачний
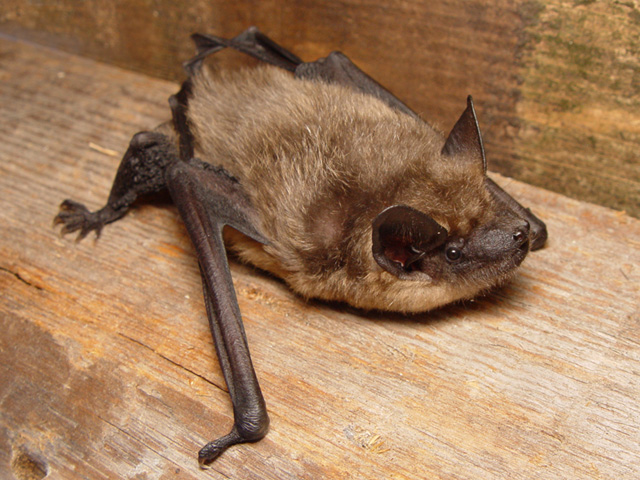
Пергач пізній
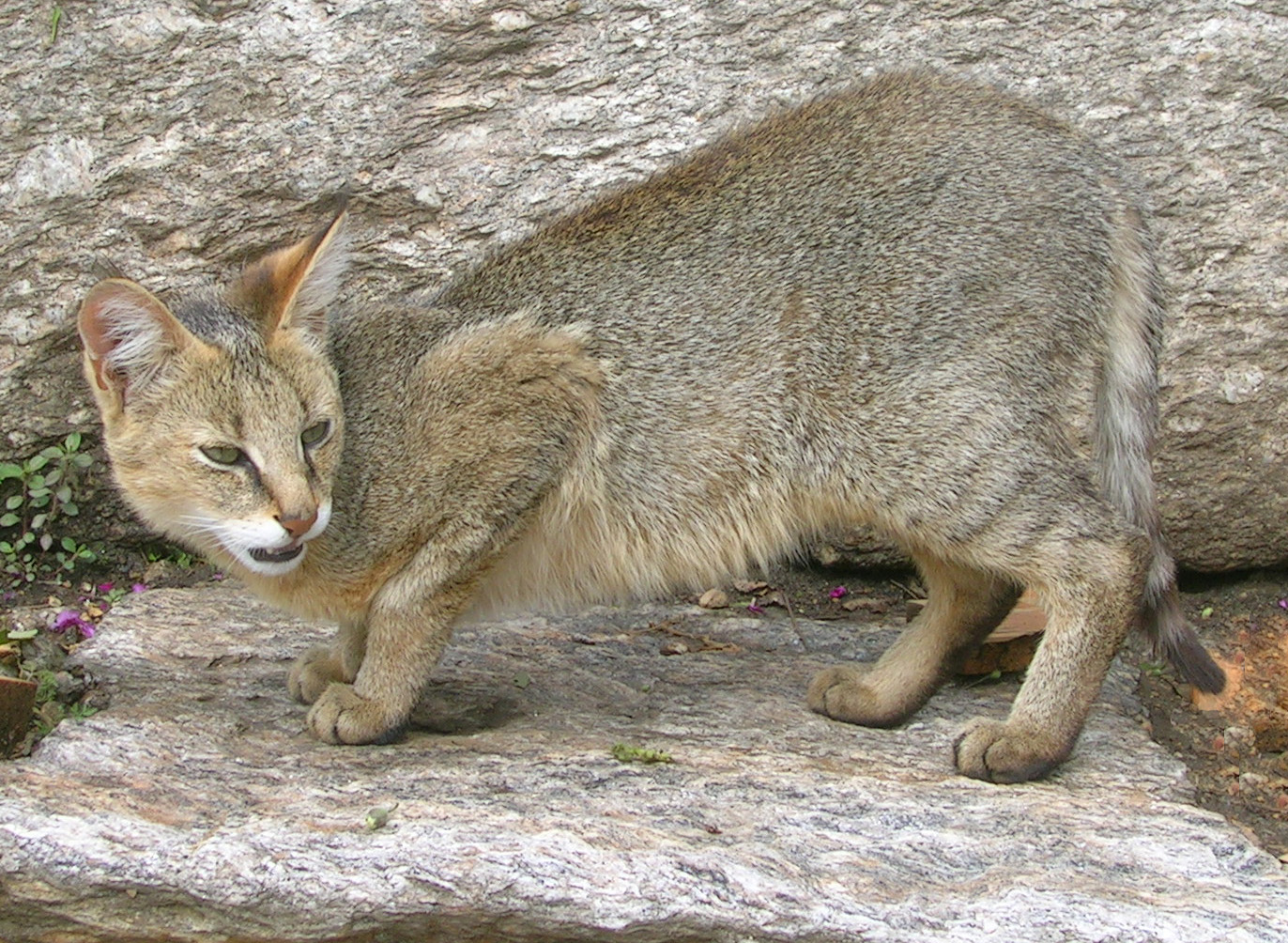
Кіт очеретяний
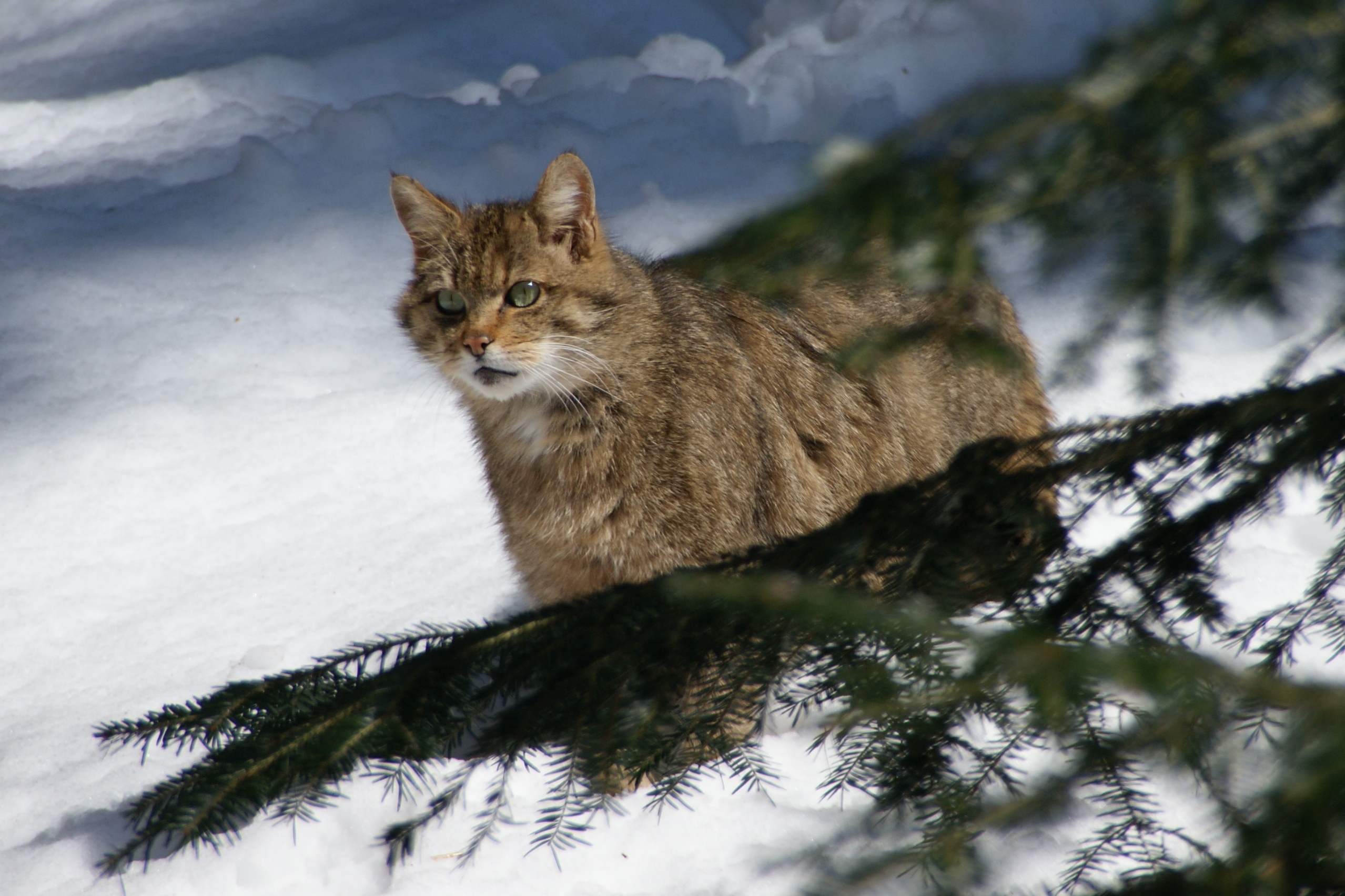
Кіт лісовий
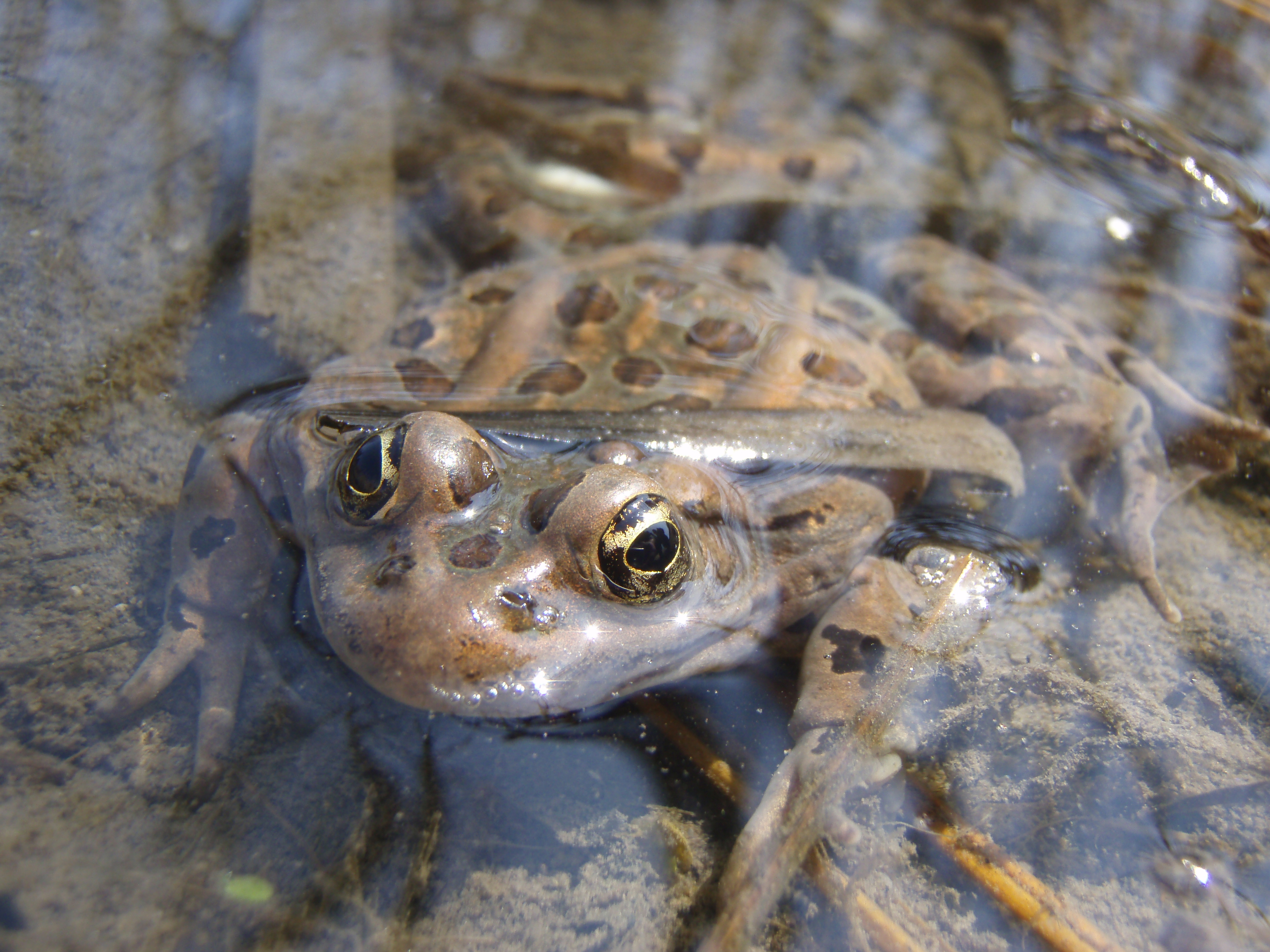
Жаба леопардова
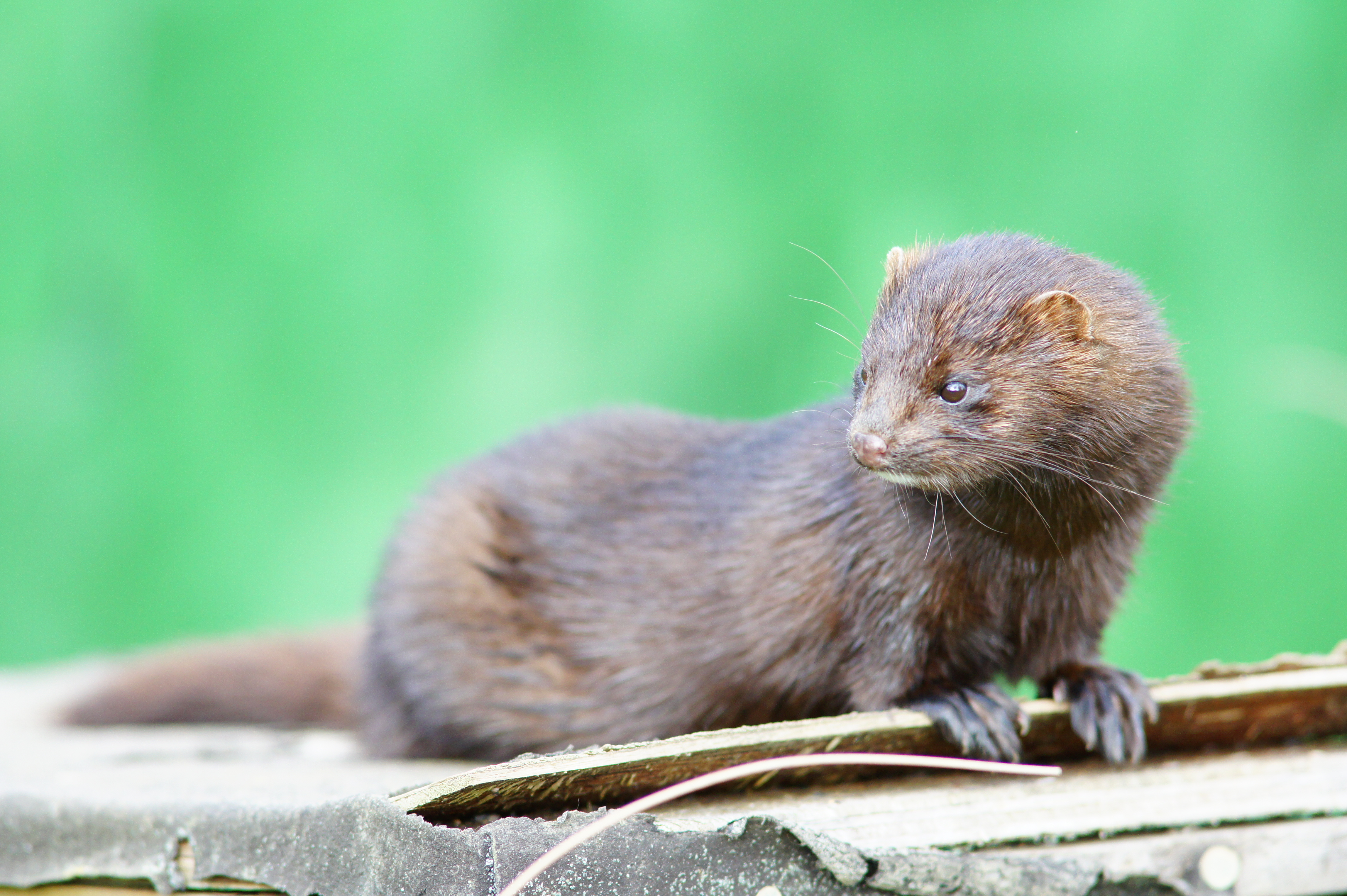
Neogale vison
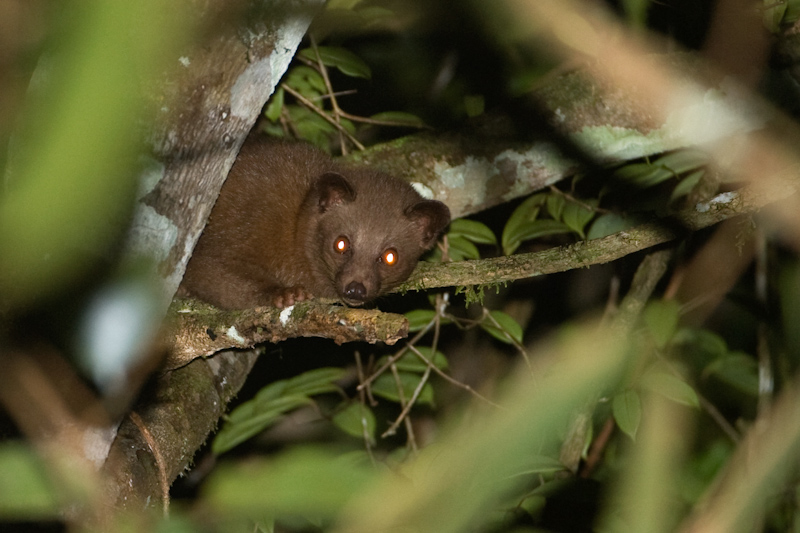
Мусанг золотистий
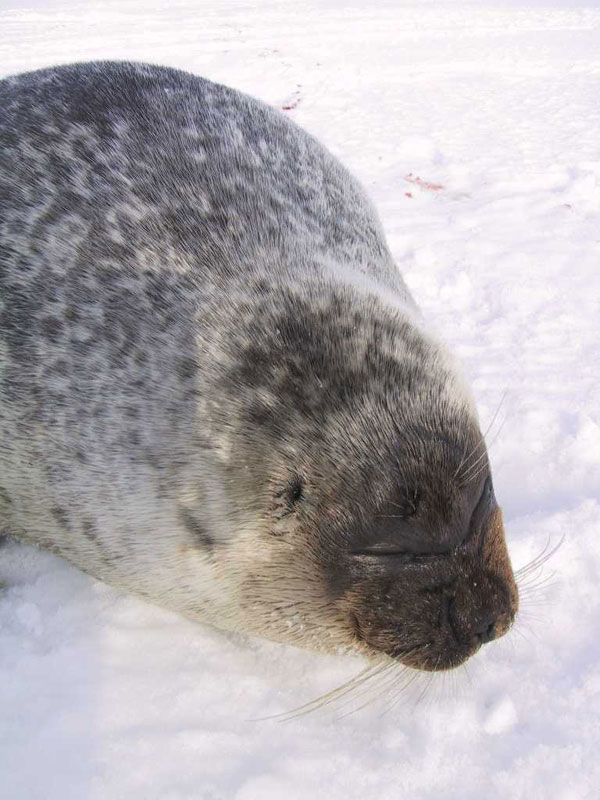
Нерпа кільчаста